# آونو-ان-وال
آونو-ان-وال (به فرانسوی: Avesnes-en-Val) یک کمون در فرانسه است که در canton of Envermeu واقع شده‌است. آونو-ان-وال ۱۶٫۵۱ کیلومتر مربع مساحت دارد ۱۶۰ متر بالاتر از سطح دریا واقع شده‌است.